# Calamus bachmaensis
Calamus bachmaensis är en enhjärtbladig växtart som beskrevs av A.J.Hend., N.K.Ban och N.Q.Dung. Calamus bachmaensis ingår i släktet Calamus och familjen Arecaceae. Inga underarter finns listade i Catalogue of Life.